# Філатов Віктор Андрійович
Віктор Андрійович Філатов (24 січня 1917, село Шебаршино Тверської губернії, тепер Старицького району Тверської області, Російська Федерація — 22 лютого 1998, місто Новосибірськ, тепер Російська Федерація) — радянський діяч, голова Новосибірського облвиконкому. Депутат Верховної ради РРФСР 7—10-го скликань. 

## Біографія
З 1934 року навчався в інституті механізації сільського господарства.
У 1940—1941 роках — інструктор районного відділення Товариства сприяння обороні, авіаційному та хімічному будівництву.
Член ВКП(б) з 1941 року.
У червні 1941 — березні 1946 року — в Червоній армії, учасник німецько-радянської війни.  Навчався у військово-політичному училищі імені Леніна. На 1942 рік — заступник командира батальйону із політичної частини 1079-го стрілецького полку 312-ї стрілецької дивізії Західного фронту. Був важко поранений у бою 28 серпня 1942 року. Потім служив у 37-му навчальному стрілецькому полку 27-ї навчальної стрілецької дивізії Сибірського військового округу.
У 1947—1953 роках — секретар Чановського районного комітету ВКП(б) з кадрів, 2-й секретар Чановського районного комітету ВКП(б), 1-й секретар Чановського районного комітету КПРС Новосибірської області.
У 1953—1956 роках — слухач Вищої партійної школи при ЦК КПРС.
У 1956—1960 роках — 1-й секретар Венгеровського районного комітету КПРС Новосибірської області.
У 1960—1963 роках — завідувач відділу партійних органів Новосибірського обласного комітету КПРС.
У січні 1963 — грудні 1964 року — секретар Новосибірського сільського обласного комітету КПРС. Одночасно, голова Комітету партійно-державного контролю Новосибірського сільського обласного комітету КПРС та заступник голови виконавчого комітету Новосибірської сільської обласної ради депутатів трудящих.
У грудні 1964 — 1966 року — секретар Новосибірського обласного комітету КПРС.
У 1966 — 2 липня 1973 року — 2-й секретар Новосибірського обласного комітету КПРС.
28 червня 1973 — грудень 1983 року — голова виконавчого комітету Новосибірської обласної ради народних депутатів.
З грудня 1983 року — на пенсії в Новосибірську. Помер 22 лютого 1998 року в Новосибірську.

## Звання
- політрук

## Нагороди
- орден Жовтневої Революції
- орден Червоного Прапора (9.12.1942)
- орден Вітчизняної війни І ст. (6.04.1985)
- два ордени Трудового Червоного Прапора
- медаль «За перемогу над Німеччиною у Великій Вітчизняній війні 1941—1945 рр.»
- медалі